# Re-Traced
Re-Traced – minialbum amerykańskiej grupy muzycznej Cynic. Został wydany 17 maja 2010 roku przez wytwórnię płytową Season of Mist.

## Lista utworów
| Nr | Tytuł utworu           | Długość |
| -- | ---------------------- | ------- |
| 1. | „Space”                | 5:14    |
| 2. | „Evolutionary”         | 4:25    |
| 3. | „King”                 | 4:54    |
| 4. | „Integral”             | 3:51    |
| 5. | „Wheels Within Wheels” | 4:45    |
|    |                        | 23:09   |

## Twórcy
- Paul Masvidal – śpiew, gitara
- Sean Reinert – perkusja
- Tymon Kruidenier – gitara
- Robin Zielhorst – gitara basowa